# Franck Perrot
Franck Perrot (Moûtiers, 7 de febrero de 1972) es un deportista francés que compitió en biatlón. Ganó una medalla de bronce en el Campeonato Mundial de Biatlón de 1995, en la prueba de 10 km equipo.

## Palmarés internacional
| Campeonato Mundial | Campeonato Mundial | Campeonato Mundial | Campeonato Mundial |
| Año                | Lugar              | Medalla            | Prueba             |
| ------------------ | ------------------ | ------------------ | ------------------ |
| 1995               | Antholz (Italia)   | Medalla de bronce  | Equipos            |